# Menemerus bracteatus
Menemerus bracteatus là một loài nhện trong họ Salticidae.
Loài này thuộc chi Menemerus. Menemerus bracteatus được Ludwig Carl Christian Koch miêu tả năm 1879.